# 見波タクミ
見波 タクミ（みなみ たくみ）は日本の小説家、ライトノベル作家。第27回富士見書房ファンタジア大賞にて『逆襲のスライムトレーナー』が金賞を受賞（受賞時のペンネームは野生）。同作はタイトルを『できそこないの魔獣錬磨師』に改め富士見書房より発刊された。